# Blauer Glasaugenbarsch
Der Blaue Glasaugenbarsch (Sander vitreus glaucus, Syn: Stizostedion vitreum glaucum) ist eine ausgestorbene Unterart des Glasaugenbarsches (Sander vitreus).

## Beschreibung
Bei der wissenschaftlichen Erstbeschreibung durch Carl Leavitt Hubbs im Jahre 1926 hatte er noch den Artstatus und man gab ihm den Namen Stizostedion glaucum. 1936 wurde er jedoch als Unterart Stizostedion vitreum glaucum reklassifiziert.
Der Blaue Glasaugenbarsch war mit einer Länge von 21 bis 41 Zentimeter und einem Gewicht von 225 bis 680 Gramm deutlich kleiner als die Nominatform, die Längen von über 75 Zentimeter und ein Gewicht von über sieben Kilogramm erreichen kann. Sein Rücken war stahl- oder schieferblau gefärbt, die Seiten waren silbrig-eisblau und die Unterseite silbrig-weiß. Zudem besaß er größere Augen als der Glasaugenbarsch und die Flossen waren blauweiß.

## Verbreitung und Lebensraum
Die ursprüngliche Verbreitung des Blauen Glasaugenbarsches erstreckte sich vom Eriesee über den Niagara River bis zum Ontariosee.
Der Blaue Glasaugenbarsch bewohnte gewöhnlich tiefe, kühle und etwas trübe Gewässer mit einem harten Grund. Im Herbst und im Winter waren die Fische auch im flacheren Wasser anzutreffen. Wo sich die Laichgründe befanden, ist nicht bekannt; vermutlich könnten es Flussstein- oder Grobkiesgebiete gewesen sein.

## Lebensweise
Über seine Lebensweise ist nur wenig bekannt. Während die Glasaugenbarsche im April ihre Eier ablegen, war die Laichzeit des Blauen Glasaugenbarsches im Mai. Die Männchen waren mit zwei bis drei Jahren geschlechtsreif, die Weibchen mit drei bis vier Jahren.

## Aussterben
Die Ursache für sein Aussterben war offenbar eine Kombination aus der Phosphatüberdüngung der Gewässer, Überfischung und die Konkurrenz mit eingeführten Fischarten wie dem Arktischen Stint (Osmerus mordax).
Im 19. Jahrhundert war der Blaue Glasaugenbarsch in der Region der Großen Seen ein häufiger Fisch, doch ab 1915 begannen die Bestände zu schwanken. Von der ersten Aufzeichnung des kommerziellen Fischfangs im Jahre 1885 bis zum Jahre 1962 wurden fast 500.000 Tonnen dieser Fische gefangen. Zwischen 1915 und 1959 bestanden 27 % der gesamten Fangquoten für den Lake Erie aus dem Blauen Glasaugenbarsch. In manchen Jahren betrugen diese Fangquoten sogar über 50 %. Darüber hinaus wurden in den 1950er Jahren 225 Tonnen Phosphate pro Jahr in den Eriesee eingeleitet. Dies führte zu einer Überdüngung und damit zu einer weiteren gravierenden Störung des natürlichen Gleichgewichts in den Laichrevieren. Darüber hinaus dezimierte der von Sportanglern eingeführte Arktische Stint die Brut des Blauen Glasaugenbarsches. Erst 1959 bemerkte man, dass die Bestände des Blauen Glasaugenbarsches dermaßen kollabiert waren, dass sich die Fischerei kaum noch lohnte. Zum letzten Mal wurde dieser Fisch 1965 nachgewiesen. 1967 wurde der Blaue Glasaugenbarsch unter Naturschutz gestellt und im September 1983 offiziell für ausgestorben erklärt.

## Anmerkung
1. ↑   Die Benennung als Stizostedion führte zu einem wissenschaftlichen Missverständnis. Er stammt von Rafinesque-Schmaltz und bedeutet „kleiner Stachelknochen“, στἰζον ὁστέδιον - gemeint ist damit das Praeoperculare. Der Ichthyologe Louis Agassiz behauptete indes, Rafinesque habe das griechische Wort nicht korrekt transliteriert - er habe wohl eigentlich Stizostethidion, „kleine Stachelbrust“, gemeint. Agassiz setzte jedoch für diese Deutung die Wortfuge anders an: (Stizo|ste(thi)dion, statt Stiz|ostedion).